# Birx
Birx är en kommun och ort i Landkreis Schmalkalden-Meiningen i förbundslandet Thüringen i Tyskland.
Kommunen ingår i förvaltningsgemenskapen Hohe Rhön tillsammans med kommunerna Erbenhausen, Frankenheim/Rhön, Oberweid och Kaltennordheim.